# Trzęsienie ziemi w Al-Mardż (1963)
Trzęsienie ziemi w Al-Mardż – trzęsienie ziemi, które 21 lutego 1963 roku nawiedziło libijskie miasto Al-Mardż, zabijając 290 osób i powodując ogromne zniszczenia w mieście oraz jego najbliższej okolicy.
Trzęsienie miało miejsce płytko pod powierzchnią ziemi. Gdy rozpoczęły się wstrząsy, spanikowani ludzie wybiegli na ulice. Przez kolejne dni, nastąpiło kilkanaście wstrząsów wtórnych. Wstrząsy spowodowały zawalenie się lub poważne uszkodzenia budynków w mieście. Zniszczenia były na tyle poważne, że władze Libii zdecydowały się odbudować część miasta 5 kilometrów od pierwotnego miasta. 